# Marc Cantagrel
Pour les articles homonymes, voir Cantagrel.
Marc Cantagrel (né le 1er décembre 1879 à Paris et mort le 29 novembre 1960  à Neuilly-sur-Seine) est un réalisateur français.

## Biographie
Ingénieur chimiste, nommé professeur en 1919, Marc Cantagrel introduit le cinéma dans l'enseignement dès 1924. Il fonde en 1931 et dirige jusqu'en 1937 le Centre de production de films scientifiques au Conservatoire national des arts et métiers. Il a réalisé de nombreux films techniques et éducatifs.
Sur le plan technique, il se distingue dès 1930 en mettant au point avec Lucien Motard « nombre de dispositifs pour animer des schémas et rendre mobiles à l'image le mécanisme complexe des machines ».
Il a été membre du Conseil supérieur de l'enseignement technique en 1944.

## Filmographie sélective
- 1926 : La Verrerie
- 1937 : Les Mouvements de l'homme
- 1937 : Miracle du froid
- 1947 : Le Caoutchouc
- 1948 : Familles de droites et de paraboles
- 1948 : Se loger
- 1950 : Lieux géométriques
- 1950 : De fils en aiguilles
- 1952 : Navires
- 1955 : Les Chemins de fer
- 1957 : Le Coke métallurgique
- 1960 : Systèmes de rémunération

## Récompenses
- 1948 :  Médaille d'argent de la Section physique et mathématique à la Biennale de Venise
- 1950 : Mention spéciale du film scientifique à la Biennale de Venise